# Berkshire
 For alternative betydninger, se Berkshire (flertydig). (Se også artikler, som begynder med Berkshire)
Berkshire er et engelsk ceremonielt grevskab.
Berkshire har ikke længere nogen central administration, eftersom alle byerne har selvstændig administration som unitary authorities.
Den ceremonielle hovedby (county town) er Reading, som også er den største by. Andre vigtige byer er Slough, Windsor og Sandhurst.

## Distrikter
1. West Berkshire (Unitary)
2. Reading (Unitary)
3. Wokingham (Unitary)
4. Bracknell Forest (Unitary)
5. Windsor og Maidenhead (Unitary)
6. Slough (Unitary)

Den britiske regent har en af sine vigtigste officielle residenser i slottet Windsor Castle i Berkshire.

## Byer
| #  | By                         | Borough/District       | Indbyggertal | Indbyggertal | Indbyggertal |
| #  | By                         | Borough/District       | 2001         | 2011         | 2021         |
| -- | -------------------------- | ---------------------- | ------------ | ------------ | ------------ |
| 1  | Reading                    | Reading                | 206,060      | 218,705      | 300,800      |
| 2  | Slough                     | Slough                 | 133,860      | 155,298      | 200,054      |
| 3  | Bracknell                  | Bracknell Forest       | 74,090       | 77,256       | 95,023       |
| 4  | Maidenhead                 | Windsor and Maidenhead | 57,930       | 63,580       | 77,012       |
| 5  | Wokingham                  | Wokingham              | 42,190       | 42,728       | 45,923       |
| 6  | Newbury                    | West Berkshire         | 34,670       | 38,762       | 42,987       |
| 7  | Woodley                    | Wokingham              | 34,200       | 35,470       | 37,983       |
| 8  | Windsor                    | Windsor and Maidenhead | 28,443       | 31,225       | 35,000       |
| 9  | Thatcham                   | West Berkshire         | 23,550       | 26,017       | 32,456       |
| 10 | Sandhurst                  | Bracknell Forest       | 20,670       | 20,495       | 28,913       |
| 11 | Crowthorne                 | Bracknell Forest       | 14,210       | 14,263       | 15,654       |
| 12 | Ascot/North Ascot          | Bracknell Forest       | 9,480        | 10,227       | 13,000       |
| 13 | Twyford                    | Wokingham              | 7,035        | 7,533        | 12,101       |
| 14 | Wraysbury/Old Windsor      | Windsor and Maidenhead | 7,008        | 7,377        | 10,055       |
| 15 | Sunninghill/South Ascot**2 | Windsor and Maidenhead | 6,538        | 7,042        | 10,000       |
| 16 | Burghfield Common          | West Berkshire         | 5,617        | 5,932        | 7,000        |
| 17 | Sunningdale**3             | Windsor and Maidenhead | 4,875        | 5,347        | 7,459        |
| 18 | Cookham                    | Windsor and Maidenhead | 4,917        | 5,108        | 7,421        |
| 19 | Hungerford                 | West Berkshire         | 4,938        | 5,100        | 7,012        |
| 20 | Datchet                    | Windsor and Maidenhead | 4,646        | 4,913        | 5,987        |
| 21 | Earley                     | Wokingham              | 3,646        | 3,945        | 5,646        |
| 22 | Holyport                   | Windsor and Maidenhead | 2,000        | 2,022        | 3,041        |
| 23 | Sonning                    | Wokingam               | 1,933        | 1,937        | 2,011        |
| 24 | Lambourn                   | West Berkshire         | 1,300        | 1,567        | 2,066        |
| 25 | Theale                     | West Berkshire         | 1,002        | 1,357        | 1,553        |

## Seværdigheder
- Basildon Park
- Beale Park
- Berkshire Downs
- Bisham Abbey
- Blake's Lock
- California Country Park
- Calleva Atrebatum
- Combe Gibbet
- Donnington Castle
- Eagle House School
- Eton College
- Frogmore House
- Greenham Common
- Highclere Castle
- Lardon Chase, the Holies and Lough Down
- The Living Rainforest
- Legoland Windsor
- Museum of English Rural Life
- Museum of Reading
- North Wessex Downs Area of Outstanding Natural Beauty
- Reading Abbey
- Reading School Grade II listed building designed by Alfred Waterhouse
- River Thames
- Shaw House
- Slough Museum
- Stanlake Park Wine Estate
- The Ridgeway
- Walbury Hill
- Watermill Theatre
- Welford Park
- Wellington College (Berkshire)
- West Berkshire Museum
- Windsor Castle
- Windsor Great Park